# 川中島バス

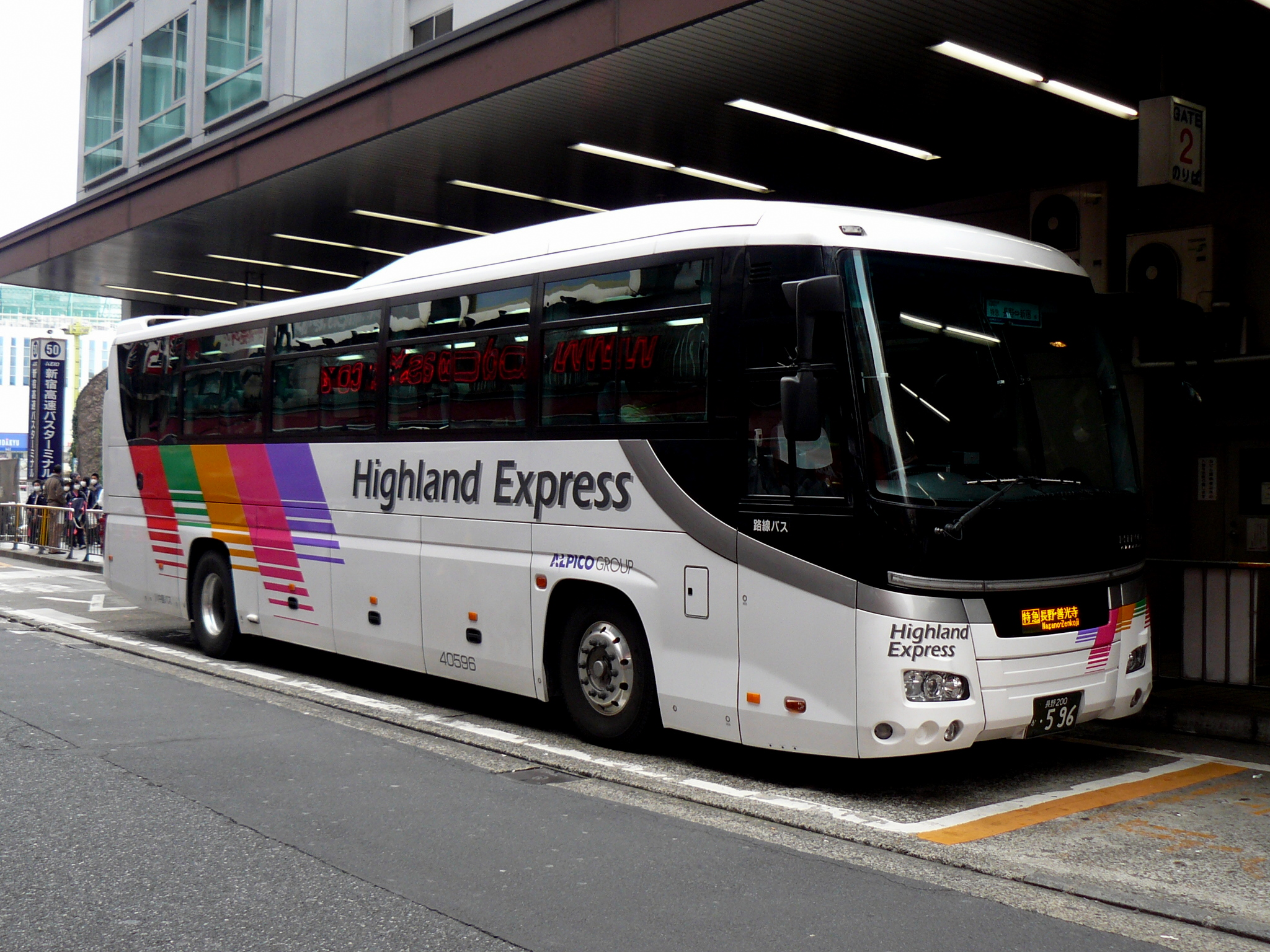
新宿高速バスターミナルにて

川中島バス（かわなかじまバス）はアルピコ交通が運行するバス事業のうち、長野県北部地域で主に運営しているバス事業の通称である。
この項では、前身である「川中島自動車」「川中島バス」およびアルピコ交通長野支社のバス路線について記述する。

## 沿革

### 創業期
川中島バスの直接的なルーツは、1925年12月23日に長野県更級郡川中島村上氷鉋を拠点として設立された川中島自動車であるが、2008年現在の川中島バスが主な営業エリアとしている地域に乗合自動車が走り始めたのは、それ以前の1916年5月に上水内郡小川村の高府自動車商会が運行開始した、長野と高府を結ぶ路線の開設に端を発する。この後も長野市以南には、1918年12月26日に北信自動車馬車により松代と篠ノ井を結ぶ路線の運行が開始されたのをはじめとして、戸倉・更埴にも乗合自動車の運行が開始されたほか、個人事業者による乗合自動車運行も数多く開始された。また、長野県全体でも、1910年には南信自動車（信南交通の前身）が設立されているほか、1913年には丸子自動車が、1918年には佐久自動車商会（千曲バスの前身）が設立されていた。
こうした中、1915年に中野を拠点としていた平穏自動車を譲り受けた宇都宮信衛は、早い時期に自動車輸送に将来を見出していたとされており、1923年には個人名義で長野市内に5路線の乗合自動車の運行を開始していた。宇都宮信衛は、長野駅・善光寺を拠点として、戸倉・信州新町（以下単に「新町」とする）・戸隠を結ぶ乗合自動車の構想を立案し、篤志家や六十三銀行の出資や賛同を得た上で、1925年に資本金10万円で川中島自動車を設立した。そして、1926年3月30日付けで乗合自動車の許可を受け、同年4月4日より長野と上山田を結ぶ路線の運行を開始した。当初は1日8往復で、運賃は片道1円52銭であった。同年5月には篠ノ井と新町、稲荷山と新町を結ぶ路線の運行を開始、さらに6月には川中島と笹平を結ぶ路線の運行が開始されている。また、乗用貸切自動車の営業も、同年4月から開始している。
1927年に入ってからも、川中島自動車は路線網の拡大を進めた。同年9月には笹平から川中島を結ぶ区間を開設した上で川中島と高府を結ぶ路線とし、川中島では既に運行されていた長野への路線と連絡するようになった。その一方で、同年には長野温泉自動車が設立されたが、宇都宮信衛は個人名義で運行していた路線を譲渡することでその設立を支援した上、自らも同社の副社長に就任した。同年には妙高高原地区において妙高自動車を設立することで、新潟県内にも進出した。
この頃、1928年には不況対策として、運賃の大幅な値下げを行ったうえで各種の割引乗車券の発売も行ったが、これは経営を圧迫する結果に終わり、1930年には全社員の減給や人員削減を余儀なくされている。

### 自主統合の動き
この頃、周辺の事業者との競争も激しくなっていた。高府線では高府自動車商会との間で、長野から真島を経由して篠ノ井を結ぶ真島線では北信自動車との間には、数回にわたり話し合いや協定が行われているにもかかわらず、競合激化の一途を辿った。妙高自動車も、小規模事業者との競合が激しくなっていたが、こうした中で、激しい競合を憂慮する意見も出てくることになった。
まず、妙高高原の旅館主が一元化により不当競争を排除する方針を決めた上で、川中島自動車に計画の推進を依頼した。これを受けて、1930年7月に田口温泉自動車を資本金5万円で設立し、宇都宮信衛が社長となり、妙高自動車や赤倉自動車も路線運行の権利を譲渡することで運営に参画することになった。
また、昭和初期の不況もあり、小規模な事業者の経営は極めて苦しくなり、経営が続けられなくなるケースも出始めていた。こうした中、1931年に「交通企業の合理化と交通事業の統制」を目的とした自動車交通事業法が公布され、1933年10月から施行された。同法の精神は1路線1営業主義で、業者の集約によりバス事業を強化することを主な目的としていた。同法の基準に満たない事業者も多く、それらの小規模事業者は資本力のある事業者と自主統合する方向性が形成された。
川中島自動車でも法の目的に沿う形で、1934年に高府自動車商会を合併し、大町まで路線を拡大したのを皮切りに、周辺の事業者の統合に着手した。その後も裾花自動車・田口温泉自動車・野尻自動車商会を買収し、1937年までには長野・新潟の県境付近に事業基盤を有するようになった。この頃には長野市周辺の山岳観光地の開発が本格化した時期であり、川中島自動車では1934年より戸隠登山バスの運行を開始、さらに1936年には鉄道省の急行列車と連絡して長野から飯綱・戸隠経由で柏原までの登山客輸送も開始した。
この頃、1930年から運行を開始していた省営自動車は、1934年に全国展開を企図した運行計画を策定したが、長野県内では上田と渋川を結ぶ路線（志賀草津高原線・鹿沢菅平線）・塩尻と下諏訪を結ぶ路線（諏訪線）・長野と大町を結ぶ路線が計画されていた。このうち、長野と大町を結ぶ路線は、既に川中島自動車が路線を運行している区間であり、自動車交通事業法で1路線1営業という方針が示された直後であったことから、川中島自動車では省営自動車反対の立場をとった。地域住民の中には利便性が増すため省営自動車運行に賛成する考えもあり、賛否両論となったが、省営自動車の長野と大町を結ぶ路線運行計画は道路改修費の不足や運賃競争力から、最終的には見送りとなっている。
この頃、冬季の自動車運行を確保するため、前輪の代わりに鉄製のスキーを装着し、後輪にはタイヤでなくキャタピラを装備した雪中バスの開発を行った。試運転の結果も問題なかったが、実際の営業には使用されていなかった。

### 戦時中
日本が戦時体制に入ると、国内の物心は全て戦争に向けられることとなり、1937年には燃料統制が発令されたことから、川中島自動車でもバスの代用燃料化に取り組んだ。まずガソリンの代わりに灯油を使用する自動車を採用したが、1940年には液体燃料の使用が禁止されたことから、木炭バスや薪バスが主流となった。同時に、1937年以降は不要不急路線の休廃止が行われることとなった。
陸上交通事業調整法の公布により、バス事業者は国策により極力統合する方向とされた。長野県は急ぎ調整を要する地域には指定されていなかったが、既に自動車事業の経営は困難なものとなっており、国策に沿うべく川中島自動車は北信自動車などを次々と合併し、長野市を中心とする善光寺平西南部を一手に営業する事業者となった。1942年には鉄道省通牒により強制統合が進められることとなったが、長野地区では北東部を長野電鉄、西南部を川中島自動車を統合主体とすることになったため、既に自主統合を繰り返して営業エリアを拡大した川中島自動車の営業エリアについては、篠ノ井と上田市を結ぶ路線群を千曲自動車から譲受した程度で、強制統合の影響はほとんど受けない状態で終戦を迎えることになった。

### 戦後の復興
第二次世界大戦が終結した時点で、川中島自動車では多くの路線が休止状態となり、稼動車両も少なかった。まず路線の再開を行うことになり、戦時中に休止となっていた長野と上田を結ぶ路線（国道上田線）を1946年に一部再開した。国道上田線は1947年に全区間で運行が再開されることとなり、収益性の良好なこの路線が復興の礎となっていった。1948年には燃料事情も好転し、車両や資材の調達も容易になったことから復興が本格化、1951年までには休止路線はほぼ復旧された。この間、1949年4月には善光寺の御開帳という催しがあり、日本全国から訪れる参拝客輸送に対応するため、運行体制の整備は急務で、燃料事情の好転から1948年よりディーゼルバスの導入が開始された。
戦後しばらくは貸切バス事業は進駐軍関係に限定されていたが、社会情勢の安定に伴い範囲が拡大され、1949年にはほぼ規制がなくなったことから、川中島自動車は同年に大型バスによる貸切バス事業の免許を取得し、本格的に貸切バス事業の営業を開始した。同年には善光寺の御開帳にあわせて定期観光バスの運行が開始され、好評を博したことから御開帳終了後も運行が継続されることになった。
一方、1946年には川中島自動車にも労働組合が結成され、労使間において初めて労働協約が締結された。また、1950年5月には初代社長の宇都宮信衛が死去し、後任には宇都宮信衛の長男が選任された。

### 発展
1950年代に入ると路線バス拡大が行われ、1950年代だけで70路線が開設された。集落のある所にはバスが乗り入れを行い、社史においても「人のすむところバスあり」と題されるほどであった。特に国道上田線では10分間隔でバスが運行されるようになった。1952年には積雪地域の赤倉・池の平地区で冬季の輸送を確保するため、キャタピラ式の10人乗り雪上車が「ふゞき号」として5台導入され、雪上車が12人乗りの屋根付橇「しんせつ号」を牽引するといった方策も採られた。
この頃は長距離路線展開が日本全国で活発になった時期であった。川中島自動車でも長距離バス路線の開設を進めることになり、まず1951年6月15日に長野から松本・伊那・飯田を結ぶ「みすず急行」の運行を開始した。松本電気鉄道・伊那自動車（当時）・信南交通との4社相互乗り入れという運行形態をとり、所要6時間でこの区間を結んだ。また、道路整備により上水内郡の北部までのバス運行が可能となったことを受け、1955年6月22日には長野電鉄との運輸協定により長野と赤倉を結ぶ路線の運行を開始したほか、国道上田線の急行便を発展させる形で、1958年1月2日からは千曲自動車との相互乗り入れにより長野と臼田を結ぶ特急便の運行が開始された。なお、1951年10月20日には、長野と東京を7時間で結ぶ急行バスの路線免許申請が行われたが、これは認可されず、実現には至らなかった。
1956年に妙高・戸隠地区が上信越高原国立公園に編入されると、観光客は増加の一途をたどった。川中島自動車でも戸隠方面への輸送力増強につとめたが、道路事情からそれ以上の増強が難しくなった。これを受けて、長野県では地域開発のための有料道路建設を計画し、川中島自動車も協力した上で、1964年に戸隠バードラインとして開通した。この開通後、川中島自動車ではバードライン経由の路線を新設したほか、直営ホテルとして1966年に戸隠高原ホテル（オープン当初は「戸隠スポーツロッジ」）をオープンした。
一方、黒部ダムが関西電力により建設されると、観光ルートとしての発展が期待されたため、大町から扇沢までの路線バス運行が計画されたが、この時には川中島自動車だけではなく、松本電気鉄道、関電産業、立山開発鉄道、さらに大町市直営の路線バスも申請され、5社競願となった。最終的には川中島自動車・松本電気鉄道・北アルプス交通の3社が運輸協定により相互乗り入れすることになり、まず1963年に大町から下扇沢までの区間で運行が開始され、1965年には扇沢駅への乗り入れを開始している。
長野市内路線の増強も進められる中、1967年4月1日には第三セクターにより長野バスターミナルが開設され、長野市街地の交通流動に変化が見られるようになった。
この時期には貸切バス事業も拡大されており、1950年代後半の川中島自動車の利益率は「日本全国でも5本の指に入る」と言われていた。事業拡大により長野営業所が手狭となってきたため、移転新設が行われることになり、1965年に長野市松岡に総合的な営業所を建設することが決定した。1967年に長野営業所は移転、工場と本社についても1969年までに長野営業所と同一敷地内に移転した。しかし、本社の竣工式典に出席していた当時の松本電気鉄道副社長の瀧澤至は「自家用車の時代が始まろうとしているのに、こんなものを建てていいのだろうか」と呟いたという。1964年を最後に、川中島自動車の利用者数は減少傾向に転じていたのである。

### モータリゼーション
1965年に発生した松代群発地震は、営業所の建物や道路損壊による一部路線の運休だけではなく、観光客数の減少を招き、沿線利用者の動きも鈍化した。この群発地震を1つの契機とするかのように、地域の社会構造の変化や自家用車の普及が始まったことから、朝夕の長野市周辺の道路の渋滞により、路線バスの定時運行は次第に困難なものとなった。利用者数の減少により、1968年1月の決算において赤字を計上することになった。経済構造の変化に伴い、農林業専門では生活が成り立たなくなることから、農山村を離れて都市部へ人口が集中する傾向が見られた。過疎過密の問題は川中島自動車の営業エリアにおいても例外ではなく、農山村へ乗り入れている路線の利用者数は急速に減少することになった。
さらに、労働組合は1955年に私鉄総連に加盟していたことから、賃金についても世間相場でベースが決定される状態になっていた。毎年20パーセント程度のベースアップが行われ、運賃の値上げによる増収よりも人件費の増大の方が上回る事態になったのである。この後、単年度黒字を計上した1974年を除けば、経営状態は悪化の一途をたどることになる。
折りしも車掌不足が顕在化していたことから、合理化の一環としてワンマン化に着手することになり、1968年より順次ワンマン化が進められた。しかし、道路事情や労働組合との関係から進行は遅く、1970年代後半においても車掌乗務の路線は3割程度残っていた。
一方で不採算路線の統廃合も進められ、1968年4月より路線の休廃止を進めることになった。また、1969年には大岡村と新町を結ぶ路線の運行が開始されたが、この路線は不採算路線となることが確実とみられたことから、運行開始時点で両町村より赤字額の一部負担を受けることで運行開始となった。同年度には国の路線バス維持費補助制度が制定され、長野県でも独自の補助制度を制定した。翌1970年度から、川中島バスでは国庫補助金の受給を開始している。この頃になると、信越本線の電化によるスピードアップや道路渋滞などで、長距離路線の競争力は失われていた。1971年に中軽井沢への路線が休止されたのをはじめとして、1975年には「みすず急行」も運休となり、一般道経由の長距離路線は全て休廃止された。
収支改善のために関連事業に着手したのもこの頃からで、まず有料駐車場や不動産の取り扱いが開始されたほか、タクシーについては1973年に分社化された。また、バス整備の技術を生かして自動車整備業にも進出し、1973年にはこれも分社化している。
1972年には経営陣も新体制とし、社長は外部から招聘することになり、国際観光バス社長であった高見嘉夫が社長に着任した。創業以来社長をつとめてきた宇都宮一族は経営から外れ、大株主の立場にとどまることになった。人員整理を含む会社再建計画を労働組合に提示したが、労働組合では人員整理に難色を示したことから労働争議は長期化した。最終的には、人員整理は撤回するものの、賃金問題を含めた会社再建については引き続き協議することで終結した。

### 戸隠事故
ところが、ようやく会社再建に着手した矢先の1972年9月23日、長野県上水内郡信濃町の県道で戸隠神社行のバスが50メートル下の鳥居川に転落大破するという大事故が発生した。観光客で混雑していたこともあり、15人が死亡、67人が負傷という大惨事となった。
ダンプカーとすれ違いの際の運転ミスとしてバスの運転士が起訴されたが、事故の発生した県道は幅4.6メートルと大型車両のすれ違いがかなり困難な未舗装道路で、ガードレールの設置もされていなかったことから、事故の誘因は危険な道路を放置していた道路管理者の責任という弁護側の主張もあった。
被害者のほとんどが長野県外在住者であったことから合議制が取り入れられ、1977年に長野地方裁判所は運転士の有罪判決を言い渡した。しかし、1979年に東京高等裁判所が新たな鑑定結果から一審判決を破棄、事故の原因は運転士の過失ではなく道路の欠陥にあるとして、逆転無罪判決を出した。検察側の上告はなかったため、運転士の無罪が確定した。
この判決を受けて、川中島自動車では道路管理者である長野県に対して、既に遺族や負傷者に支払った補償金から自賠責保険相当額を除く3億円の支払いを請求した。長野簡易裁判所により、バス会社の損害額の6割を長野県が負担すべきという調停案が提示され、合意に至った。これらの裁判や補償も、再建途上の川中島自動車にとっては重荷となったといわれている。

### 経営破綻
経営状態の悪化傾向は続き、累積赤字は1981年度決算で1億9000万円となり、1982年度決算では4億円近くに増加した。既に人員削減は限界であったが、さらに経営健全化への努力は重ねられた。1979年には大町営業所の跡地を活用した大型ショッピングセンター「グリーンプラザ大町」の計画を発表した。しかし、地元との調整がつかなかった上、3社の大型店出店計画が競合したことから実現には至らなかった。
一方で1971年に社長に着任した高見が1975年に死去し、後任には東京トヨペット代表取締役社長だった伊東金晴が着任したが、2期連続で赤字決算であった責任をとる形で辞任となり、その後は社長のポスト不在のまま、常務の内山栄が代表取締役として経営にあたっていた。しかし、1982年に内山が辞意を表明すると、後任社長の人事は難航した。長野県や八十二銀行に人員派遣を要請したが断られ、最終的には大株主となっていた宇都宮一族から、宇都宮和彦が社長に就任した。この時に、川中島自動車では長野電鉄に人員派遣を要請、長野電鉄が経営支援に加わり、路線再編成や余剰人員の再配置などの指導にあたることになった。1982年11月、経営再建のための3カ年計画を策定したが、これには賃上げや臨時給与の抑制、不採算路線の廃止を軸とするものであった。これに対して、労働組合側では再建計画に対して拒否の姿勢を示した。
しかし、川中島自動車の経営陣は翌1983年春の労使交渉において、労働組合が大手並みの賃上げを要求したのに対して、原資のあてがないにもかかわらず年間臨時給与の4.2か月分支給について妥結をしてしまった上に、再建計画を白紙撤回してしまったのである。これに対して、長野電鉄では労使双方の再建への姿勢に疑問を示し、役員を全て引き上げた。さらに、経営陣の姿勢に当事者意識が薄いと見られたことから、株主や金融機関も増資や融資を拒否する動きをみせた。同年6月には経営改善5カ年計画が策定されたが、関係者には見通しが甘いものとして受け取られた。さらに、臨時給与についても、既に融資や増資を拒否されている状況下においては資金繰りの見込みが立たず、3億5千万円の必要資金のうち1億円しか用意できず、支払延期の事態に追い込まれていた。労働組合では妥結の方向性を探っていたものの、すでに売却できるような資産もない状況下で、株主と同業他社と金融機関から見放された経営陣がとるべき手段は、もはや1つしか残されていなかった。
1983年8月1日、川中島自動車は会社更生法の適用を長野地方裁判所に申請、倒産した。

### 松本電気鉄道傘下で再建へ

#### 川中島バスとして再出発
財産保全管理人を務めた弁護士は、不採算路線と人件費に問題があるが、社会的なバスの役割を重視することで更生可能という内容の報告書を、同年9月28日に長野地方裁判所に提出した。これを受けて、長野地裁では更生法適用について審理、同年9月30日に更生手続きの開始を決定、管財人には松本電気鉄道副社長の瀧澤至が選任された。管財人選定には、北信の事業の再建は北信の経済界で行うべきという意見や、長野電鉄へバス事業の一元化という意見もあったが、長野県内でのバス業界においてリーダー的立場である現状と、事業の多角化を推進しており雇用吸収力があること、さらに資金調達力があることが評価されたとみられている。確定債務は9億2300万円となったが、長野地裁では1億900万円を免除することとした。
管財人となった瀧澤は、まず人員整理に着手することになり、管理職の大量退職を含む100人以上の人員整理案を労働組合に提示した。労働組合側では、再建に人員整理は不可避であるとして原則受け入れの姿勢をみせ、進展には時間を要したものの、1984年6月には臨時給与の支払い中止と希望退職者募集、労働条件の切り下げに合意した。希望退職者は200人を超え、人件費低減にめどがついたため、瀧澤は1984年9月に更生計画案を長野地裁に提出した。更生手続開始から1年以内の更生計画案提出は異例の速さといわれたが、これは労働組合や経済界の協力が大きかったとみられている。同年10月には更生計画が認可されたことに伴い、それまでの株主の権利放棄を求めて全額減資とした上で、松本電鉄グループが全株式の6割以上を保有、残りを川中島自動車の系列会社で保有することになった。
1984年10月26日には社名を川中島バスに変更、松本電鉄グループの全面支援による再建が始まった。

#### 経営改善策の成果
まず関連事業の営業力を強化するため、松本電鉄からの支援を受け、川バス自工と川バスエージェンシーを設立した。また、イメージチェンジのためにバスの塗色も銀色地に緑色のグラデーションという新しいデザインが採用された。さらに、1985年には正式に松本電鉄グループに入り、白馬村では川中島バスから松本電鉄バスに路線移管を行う一方で大町市では1路線を除いて松本電鉄バスから川中島バスへ移管した。
再建のための不採算路線の整理も進められた。補助金支給では短期的な延命策に過ぎないと考え、長期的な視野で交通手段の維持を行う方策も行われ、信州新町・鬼無里村などの町村では自家用バス使用の廃止代替バスに移行した。また、不採算路線の貸切免許による代替バス運行が認められたことから、小規模貸切バス需要にも対応するために、1985年4月には川中島グリーン観光バスを設立した。会社設立に際しては川中島バス退職者の再雇用により人件費の低減を図っているが、貸切バス市場を混乱させるとの反発が同業他社からあり、営業区域を縮小した認可となっている。1986年には、同様の目的により上越観光バスを設立した。
貸切バスについては、松本電鉄グループ傘下に入ったことで営業力が大きく向上した。1985年には観光バス共同受注を目的とする「信州観光バスセンター」が発足、松本電鉄グループ以外からも長野観光バス、伊那バス、信南交通、千曲バスが参加し、長野県内の観光バス台数の7割をカバーすることになった。
また、この時期には高速道路網の整備が進み、日本各地で高速バス事業への進出が行われていた。長野県内でも中央高速バス伊那・飯田線が高い実績を上げていた上、長野自動車道の豊科以南の区間が開通したことを受け、1988年9月より「みすずハイウェイバス」の運行を開始した。この路線はかつて運行されていた「みすず急行」の復活ともいえ、松本電鉄・諏訪バス・伊那バス・信南交通との5社共同運行で、諏訪バス以外は「みすず急行」での運行事業者である。また、1989年12月には阪急バスとの共同運行により、夜行高速バス「アルペン長野号」の運行を開始した。
これらの経営改善策が功を奏し、1991年3月には債務を全て完済、同年6月に更生計画は完了、川中島バスは7年半ぶりに独立経営の会社として認められることになった。当初計画では、債務の完済には10年かかることになっていたが、貸切バス事業の営業成績の伸びが大きく貢献したとされている。
しかし、経営環境は更生計画が開始された時よりも厳しいものとなっていた。1985年には信越本線の増発により長野と上田を結ぶ区間の利用者が鉄道に転移したほか、戸隠バードラインの地すべりによる閉鎖もあり、収益性の高い観光路線を一部失っていたのである。

### 新たな事業展開へ

#### 輸送改善
1990年、松本電鉄グループは「アルピコグループ」として総合生活関連企業グループへの飛躍を目指し、グループアイデンティティの推進に取り組んだ。これにより車両のデザインが変更されることになったが、特に路線バスでは中古車による代替が進められていたこともあり、新デザインのバスは急速に拡大された。
1990年代に入ると路線の整理はかなり進み、長野市を中心とする路線網へと変化していった。その長野市近辺では、路線バスの改善策が積極的に試みられた。1994年には善光寺への観光客向けの施策として、5月の大型連休の時期にパークアンドライドを導入したところ、渋滞緩和に一定の効果が認められたことから、その後も毎年のゴールデンウィークにはパークアンドライドの実施が行われている。善光寺への路線バス利用の観光客に対する改善策も行われた。まず、1998年には善光寺を経由する路線バスに善光寺の写真が入ったステッカーを貼付した。続いて、1999年8月1日からは善光寺シャトルバスとして「びんずる号」の運行を開始した。
また、1997年には長野市への通勤客向けのサービスとして、営業前の高速バス車両の回送を客扱いした、座席定員制の「通勤ライナー」の運行を開始した他、1998年12月からは金曜夜に深夜バス「フライデー松代」の運行が開始された。2000年以降は市内循環バス「ぐるりん号」の運行を開始、同時期に長野市内の一部の運賃を100円とした。
長野を拠点とする高速バスの運行も行われた。1992年には中央自動車道経由で新宿への高速バスの運行を開始したが、これは1951年に免許申請しながら実現しなかった急行バス計画以来、ようやく実現した東京直行バスでもあった。1993年には長野と松本を結ぶ高速バスの運行を開始したが、運賃を低廉に設定した上に、途中バスストップでも乗降を扱うことから人気路線となり、通勤利用者も増加した。その後、予約制を廃止し定員制とした上で増発し、利用者の多い時間帯には直行便の設定なども行われている。

#### オリンピック輸送の完遂
長野オリンピックを目前にした1997年10月1日、北陸新幹線の先行開業と同時に、長野から白馬・大町を結ぶ特急バスの運行を開始した。これは、白馬長野有料道路の開通や一般道路の改修などが行われたことを機に、1995年から季節運行が行われていたものである。
それまで、東京から白馬・大町へは中央本線と大糸線を利用するのが常識であった。しかし、長野と白馬・大町が所要1時間程度で結ばれるようになると、乗り換え時間を含めなければ東京からわずか3時間以内で白馬・大町に到達できるようになり、大糸線沿線の交通流動を一変させるものとなった。長野オリンピックが終了する頃には、新幹線利用で長野を経由するルートが東京から白馬・大町地区へのメインルートとなりつつあった。
長野オリンピックでの輸送は、川中島バスが中心となってあたることになった。期間中は延べ16000台にも及ぶ大規模な輸送が行われることになったが、グループ内や長野県内の同業他社からの支援、さらにジェイアールバス東北と西日本ジェイアールバスから乗務員の臨時派遣を受けることで、必要な輸送を完遂した。さらに、長野パラリンピックの選手輸送においては、東京都交通局から運行開始前のノンステップバスを借り受け、都営バス色のままで川中島バス・長野電鉄・松本電鉄の3社により運行した。
2000年、アルピコグループでは貸切バス事業の効率化と営業力強化のため、アルピコハイランドバスを設立した。これにより、アルピコグループの貸切バス事業は、川中島バスに一部の貸切バスが残された以外は、全ての貸切バスが同社に集約されることになった。2001年1月には長野市周辺のバスにおいて、長野電鉄との業務提携を発表した。これはIC乗車カード導入などの将来的な事業において、共同歩調をとることを確認したものである。
2011年4月1日付けで、諏訪バスとともに親会社の松本電気鉄道に合併され、アルピコ交通となっているが、長年にわたり地域に親しまれたことや地元感情を踏まえ、旧社名の「川中島バス」も通称として残されている。

### 年表
- 1925年 - 川中島自動車として創設される。
- 1943年 - 陸上交通事業調整法により長野県北部地域唯一のバス運行事業者となる。（戦後長野電鉄がバス事業を再開するまで続く）
- 1966年 - 長野バスターミナルが開業する。
- 1972年 - 戸隠神社行のバスが上水内郡信濃町の県道から鳥居川に転落。
- 1983年 - 会社更生法の適用を長野地方裁判所に申請。地裁は管財人に松本電気鉄道副社長（当時）の瀧澤至を選出。
- 1984年 - 松本電気鉄道を中心とする松電グループに入る。
- 1984年 - 川中島バスに社名変更。
- 1988年 - みすずハイウェイバスの運行が開始される。
- 1991年 - 更生手続終結。
- 1992年 - 松電グループからアルピコグループに名称変更。
- 2006年 -川中島バス本社営業所を松岡から小島田町に移転[43]、ハイブリッド車導入[注釈 1]。
- 2007年 - アルピコグループの他18社とともに、メインバンクの八十二銀行に対し、私的整理ガイドラインに則った再生支援を要請。
- 2009年 - 松本電気鉄道より白馬営業所の全路線と大町営業所の松電担当路線の全てを移管[44]。
- 2011年 - 4月1日をもって諏訪バスとともに松本電気鉄道に吸収合併。アルピコ交通となる[45]。
- 2012年 - 10月1日をもって妙高営業所を頸南バスに移管、新潟県内の路線バスの運行から撤退。これに伴い、一部車両が同社に転籍。
- 2012年 - 10月27日から長野市バスICカード「KURURU（くるる）」の運用を開始
- 2025年
  - 3月1日から長野市バスICカード「KURURU（くるる）」が地域連携ICカードにリニューアルされると同時に、「KURURU（くるる）」エリア内において交通系ICカード全国相互利用サービスによる利用が可能となる予定[46]。
  - 10月1日 - 県道戸隠線と篠ノ井新町線廃止に伴い代替の乗合タクシー運行開始。
- 2026年4月1日 - 鬼無里線と高府線と新町大原橋線を廃止し代替として市営バスの運行開始。

### 旧会社情報
川中島バス株式会社（かわなかじまバス）は2011年3月まで長野県長野市・信濃町・新潟県妙高市などに路線を持っていたアルピコグループのバス事業者である。以前は独立系の企業だったが、1983年に会社更生法の適用を受けた際、松本電気鉄道の系列に入り、同社の支援のもとで更生した。以後、長野県北部におけるアルピコグループの基幹企業となっていた。
独立系から松電傘下に入り、グループが「アルピコ」と改称してから間もない頃までは現在の千曲市・埴科郡坂城町・上田市まで路線を延ばしていた。また、独立系時代には千曲バスとの共同運行により北佐久郡・南佐久郡の町まで路線を延ばしていたことがある。

## バス路線
<>内は共同運行会社、停車停留所および詳細は各記事を参照

### 高速バス
- 長野 - 新宿線 <京王バス・アルピコ交通東京支社>
  - 詳細は中央高速バス#長野線を参照。
- 白馬・扇沢 - 新宿線 <京王バス・アルピコ交通東京支社>
  - 詳細は中央高速バス#安曇野・白馬線を参照。
- アルペン長野号（長野 - 京都・大阪）<アルピコ交通大阪支社>
- 長野 - 名古屋線 
  - 詳細は中央道高速バス#長野線を参照。
- みすずハイウェイバス（長野 - 松本 - 飯田）<伊那バス・信南交通>
- せせらぎ号（長野 - 上高地・夏季運行）
- 長野 - TDR・成田空港線 <成田空港交通>[47]
  - 2022年9月26日からバスターミナル東京八重洲バス停への乗り入れ開始した。同日に浅草雷門バス停を休止した。
- 白馬 - 成田空港線（季節運行）
- 白馬 - 羽田空港線（季節運行）

#### 休止・廃止された高速バス
- 長野 - 甲府線 <山梨交通>
  - 2006年4月21日運行開始。利用者減少により2007年10月31日に季節運行への移行が発表されたが、その後運行実績なし。
- 長野 - 直江津線 <頸城自動車>
  - 2006年廃止。
- 屋代・上山田温泉 - 新宿線
  - 2007年（平成19年）3月31日休止。その後運行実績なし。
- 長野 - 成田空港線 <千葉交通>
  - 2007年8月31日休止。その後運行実績なし。
- 長野 - 中部国際空港線
  - 2008年10月31日廃止。
- 長野 - 臼田線 <千曲バス>
  - 2005年ごろ川中島バスが運行から撤退し千曲バスの単独運行になったのち2016年9月以って完全廃止。
- 信州ウイングライナー（長野 - 信州まつもと空港）
- 長野 - 妙高高原線（冬季運行）
- 長野 - 松本線 <アルピコ交通中南信支社>
  - 1993年運行開始。晩年は平日のみ運行で運転手不足による減便で一部に休止便があった。2024年3月31日（ただし30・31日は土日だったため実際の運行最終日は29日）を以て廃止。

### 特急バス
- 長野 - 白馬線
  - 長野駅東口 - 千見 - 美麻ぽかぽかランド - サンサンパーク - 白馬五竜 - 白馬駅前 - 八方 - 岩岳新田 - 栂池高原 - 白馬乗鞍
- 長野 - 大町線 <アルピコタクシー大町支社・長電バス>
  - 雷鳥ライナー：長野駅東口 - 小川新田 - 日影 - 千見 - 美麻ぽかぽかランド - 新行 - 大町スキー場 - 信濃大町駅 - 大町温泉郷 - ホリデイ・インリゾートくろよん - 扇沢
    - 毎年12月1日〜立山黒部アルペンルート閉鎖期間中は、アルピコタクシーがマイクロバスもしくはジャンボタクシーにて運行、ホリデイ・インリゾートくろよん〜扇沢間は運休[48]。

#### 廃止された特急バス
- 長野 - タングラム斑尾線
  - 長野駅東口 - 黒姫駅 - 野尻湖 - タングラム
2014年（平成26年）11月24日廃止[49]。
※ なお、当路線廃止後の2014年（平成26年）12月20日以降、長電バスが急行 斑尾線の運行区間を延長する形で長野駅東口 - タングラム斑尾間を運行している[50]。

### 一般路線バス

#### 長野営業所・若槻営業所・松代営業所管内
長野・若槻・松代の各営業所が運行する路線には、原則長野駅ののりば番号に基づく系統番号が付されている。系統番号が10-70番台の系統は「長野駅」を発着・経由する系統であり、十の位が長野駅ののりば番号となっている。「長野駅東口」発着の系統は80番台（長野駅8番のりば発着のバスは20番台か70番台に割り振られている）。系統番号が3桁の路線は長野駅を経由しない。急行運転・快速運転する系統には、系統番号の末尾に種別を表す文字が表示される。なお、同じく長野市内で路線バスを運行する長電バスの番号（当時）との重複を避けたため、10番台については番号が連続しない。
また、アルピコ交通として運行する全ての系統でKURURUが利用可能。

##### 長野駅善光寺口1番のりば発着の路線
- 10 善光寺線 
  - 長野駅 - 昭和通り - 善光寺大門
- 11 日赤線（北行） 
  - 大塚南 → ビッグハット → 日赤 → 長野バスターミナル → 長野駅 → 善光寺大門 → 上松 → 長野高校入口 → 宇木
  - 松岡 → サンマリーン → ビッグハット → 日赤 → 長野バスターミナル →（同上）→ 宇木
- 11快 快速日赤線（北行）
  - 大塚南 → 更北中学校東 → ビッグハット → 日赤 → 長野駅
- 16 若槻団地線 
  - 大塚南 - ビッグハット - 日赤 - 長野駅 - 昭和通り - 善光寺大門 - 上松 - 長野高校入口 - 湯谷入口 - 浅川農協前 - 若槻団地 - 若槻東条
  - 若槻東条 → （同上） → 善光寺大門 → 県庁前 → 長野バスターミナル → 長野駅
- 17 西条線 
  - 大塚南 - ビッグハット - 日赤 - 長野駅 - 昭和通り - 善光寺大門 - 上松 - 長野高校入口 - 湯谷入口 - 浅川農協前 - 浅川西条 - 若槻東条
  - 徳間北 → 若槻東条 → （同上） → 昭和通り → 長野駅

##### 長野駅善光寺口2番のりば発着の路線
- 21 日赤線（南行） 
  - 宇木 → 長野高校入口 → 上松 → 善光寺大門 → 昭和通り → 長野駅 → 長野バスターミナル → 日赤 → ビッグハット → 大塚南
  - 宇木 →（同上）→ 長野バスターミナル → 日赤 → ビッグハット → サンマリーン → 松岡
  - 戸隠中社 → 影山 → 茂菅 → 新諏訪 → 信大教育学部前 → 長野駅 → 長野バスターミナル → 日赤 → ビッグハット
  - 鬼無里 → 追通 → 茂菅 →（同上）→ ビッグハット
- 22 犀北団地線[注釈 3]
  - 長野駅 → 長野バスターミナル → 長野工業高校前 → 犀北団地 → 伊勢宮団地 → 長野バスターミナル → 長野駅
  - 長野駅 → 長野バスターミナル → 伊勢宮団地 → 犀北団地 → 長野工業高校前
- 25 小市線[注釈 3]
  - 長野駅 - 長野バスターミナル - 西河原 - 小市団地
- 26 新町大原橋線[注釈 4]
  - 長野駅 - 長野バスターミナル - 西河原 - 笹平 - 大安寺橋 - 久米路 - 新町 - 大原橋（一部は犀峡高校）[52][53]
- 27 高府線（白馬営業所と共管）[注釈 4]
  - 長野駅 - 長野バスターミナル - 笹平 - 大安寺 - 中条 - 高府 - 初引[52][53]

##### 長野駅善光寺口3番のりば発着の路線
- 30 松代線 
  - 長野駅 - 昭和通り - 県庁前 - 長野バスターミナル - 丹波島橋南 - 川中島古戦場 - 松代駅 - 松代高校
  - 下氷鉋 → 丹波島橋南 → 長野駅
- 31快 快速丹波島線
  - 長野駅 - 丹波島橋南 - 更北中学校東 - 大塚南
- 31通快 通勤快速丹波島線
  - 長野駅 → 中御所 → 荒木 → 丹波島橋南 → 下氷鉋（しもひがの）
- 32 運転免許センター篠ノ井線 
  - 市役所前 - 昭和通り - 長野駅 - 長野バスターミナル - 丹波島橋南 - 中氷鉋 - 運転免許センター入口 - 篠ノ井駅
- 33 北原篠ノ井線
  - 市役所前 - 昭和通り - 長野駅 - 長野バスターミナル - 丹波島橋南 - 川中島駅入口 - 北原 - 篠ノ井高田
    - 2008年までは篠ノ井駅まで運転されていた。篠ノ井高田 - 篠ノ井駅の区間廃止と同時に土曜・休日運休となった。

  - 市役所前 -（同上）- 北原 - 今井駅
- 34 三本柳線
  - 市役所前 - 昭和通り - 長野駅 - 長野バスターミナル - 丹波島橋南 - 三本柳小学校前
- 35 稲里循環線
  - 長野駅 → 長野バスターミナル → 丹波島橋南 → 三本柳東 → 中氷鉋東公園 → 丹波島橋南 → 長野駅
- 36 綱島線
  - 長野駅 - 長野バスターミナル - 丹波島橋南 - 綱島
- 37 田牧線
  - 長野駅 - 昭和通り - 県庁前 - 長野バスターミナル - 丹波島橋南 - 長野南高校 - 田牧 - さいなみ団地 - 下布施
- 38 紙屋線
  - 長野駅 - 長野バスターミナル - 丹波島橋南 - 紙屋 - 大塚南

##### 長野駅善光寺口4番のりば発着の路線
- 41 合同庁舎線
  - 長野駅 - 長野バスターミナル - 県庁前 - 合同庁舎前 - 自治会館
- 45 北屋島線[注釈 3]
  - 長野駅 - 市役所前 - 古牧小学校前 - 南長池 - 北屋島
- 46 大豆島保科温泉線 （長電バスと共同運行）
  - 長野駅 - 市役所前 - 日詰 - 大豆島小学校前 - 大豆島（まめじま）東団地 - 川田駅 - 保科温泉
  - 2016年に長電バスの保科温泉線と統合するまでは「大豆島線」と称し、大豆島東団地が終点であった。
- 48 金井山線[注釈 3]
  - 長野駅 - 市役所前 - 文化学園前 - 綱島 - 金井山 - 松代温泉入口 - 松代駅 - 松代高校
- C 市街地循環ぐるりん号（長野市から受託。長電バスと共同運行）
  - 長野駅 → 市役所入口 → 権堂 → 善光寺大門 → 信大教育学部前 → 県庁前 → 長野バスターミナル → 末広町 → 長野駅

##### 長野駅善光寺口7番のりば発着の路線
- 70急 急行ループ橋経由戸隠線
  - 長野ターミナル - 長野駅 - 昭和通り - 善光寺大門 - 長野高校入口 - スパイラル - 飯綱高原 - 戸隠中社 - （戸隠スキー場[注釈 5]）
  - 多客時は続行便が設定される。長野駅方面の続行便は途中の戸隠営業所発となる。
- 73 県道戸隠線[注釈 4]
  - 長野ターミナル - 長野駅 - 信大教育学部前 - 新諏訪 - 茂菅 - 影山 - 戸隠中社
- 74 鬼無里線[注釈 4]
  - 長野ターミナル - 長野駅 - 信大教育学部前 - 新諏訪 - 茂菅 - 参宮橋 - 追通 - 旅の駅鬼無里
- 75急 急行奥裾花線（季節運行）
  - 長野ターミナル - 長野駅 - 西京 - 奥裾花自然園
- 79 西裾花台団地線[注釈 3]
  - 長野ターミナル - 長野駅 - 信大教育学部前 - 新諏訪 - 茂菅 - 西裾花台団地

##### 長野駅東口2番のりば発着の路線
- 85 東口線
  - 長野駅東口 - 文化学園前 - 松岡

##### 長野駅を経由しない路線
- 102 県庁・市役所経由文化学園前行
  - 道島 → 松代駅 → 川中島古戦場 → 丹波島橋南 → 長野バスターミナル → 県庁前 → 昭和通り → 市役所前 → 文化学園前
  - 運転免許センター入口 → 中氷鉋 → 丹波島橋南 → 長野バスターミナル → 県庁前 → 昭和通り → 市役所前 → 文化学園前
- 103 県庁・合同庁舎経由善光寺大門行
  - 桑根井 → 松代駅 → 川中島古戦場 → 丹波島橋南 → 長野バスターミナル → 県庁前 → 合同庁舎前 → 善光寺大門
  - 三本柳小学校 → 丹波島橋南 → 長野バスターミナル → 県庁前 → 合同庁舎前 → 善光寺大門
  - 2018年までは今井駅発の便も存在した[54]。
- 104 県庁経由長野バスターミナル行
  - 北屋島 → 南長池 → 古牧小学校前 → 市役所前 → 県庁前 → 長野バスターミナル
  - 大豆島東団地 → 大豆島小学校前 → 日詰 → 市役所前 → 県庁前 → 長野バスターミナル
- 111 中央通り経由善光寺大門行
  - 青木島 → 丹波島橋南 → 長野バスターミナル → 昭和通り → 善光寺大門
  - 篠ノ井高田 → 北原 → 川中島駅入口 → 丹波島橋南 → 長野バスターミナル → 昭和通り → 善光寺大門
- 128 篠ノ井新町線[注釈 3]
  - 篠ノ井病院前 - 篠ノ井駅 - 上石川 - 大岡口 - 原市場 - 久米路 - 新町 - 犀峡高校
- 130 松代篠ノ井線[注釈 3]
  - 篠ノ井駅 - 篠ノ井病院前 - 東福寺 - 松代郵便局前 - 松代高校
  - 2008年までは松代温泉まで運行されていた。
- S 篠ノ井ぐるりん号（長野市から受託） 
  - 篠ノ井駅 → 高田 → 西友川中島店 → さいなみ団地 → 杵淵→ 東福寺 → 篠ノ井病院前 → 篠ノ井駅
  - 篠ノ井駅 → 運転免許センター前 → 南長野運動公園 → さいなみ団地 → 杵淵 → 東福寺 → 篠ノ井病院前 → 篠ノ井駅
- Z ZOOぐる（茶臼山動物園線）（長野市から受託・季節運行） 
  - 篠ノ井駅西口 - 瀬原田 - 山新田口 - 茶臼山動物園北口 - 茶臼山動物園南口
- 通勤ライナー松代
  - 松代八十二銀行前 → 木町 → 長国寺入口 → 松代中町 → 長野バスターミナル → 末広町 → 千石入口 → かるかや山前 → 昭和通り → 県庁前
- 千曲市循環バス姨捨線・大田原線[55]

#### 白馬営業所管内
- 扇沢線 （関電アメニックスと共同運行）
  - 信濃大町駅 - 大町温泉郷 - 日向山高原 - 扇沢駅
- 八方線
  - 白馬駅 - 白馬八方バスターミナル - 白馬岩岳マウンテンリゾート - 落倉 - 栂池高原 - 白馬コルチナ
- 猿倉線
  - 白馬駅 - 白馬八方バスターミナル - 猿倉
- 27 高府線[注釈 4]
  - 経路は「長野営業所・若槻営業所・松代営業所管内」の項を参照。
- 小谷村営バス各路線

#### 廃止された一般路線バス
長距離路線
- 国道長野上田線
  - （国道18号経由）長野駅 - 篠ノ井駅 - 屋代駅 - 戸倉駅 - 坂城駅 - 上田駅 - 大屋駅
  - 当初は上田駅終点。上田営業所が神川地籍に移転したのを機に大屋駅まで延伸。
  - 後に戸倉駅を境に長野方面は国道長野戸倉線・上田方面は国道戸倉上田線に分割された。
- 県道長野上田線
  - （現在の長野県道77号長野上田線経由）長野駅 - 篠ノ井駅 - 屋代駅 - 戸倉駅 - 上田駅
  - 後に戸倉駅 - 上田駅に短縮され県道戸倉上山田温泉線と改称した。
- 長野軽井沢線（千曲バスと共同運行）
  - （上田駅 - 大屋駅まで国道長野上田線と同経路） - 田中駅 - 小諸駅 - 御代田駅 - 軽井沢駅
- 長野臼田線（千曲バスと共同運行）
  - （小諸駅まで長野軽井沢線と同経路） - 岩村田駅 - 中込駅 - 臼田駅

市街地路線
- 22 犀北団地線（県庁経由便）
  - 長野工業高校前 → 犀北団地 → 長野バスターミナル → 県庁前 → 合同庁舎前 → 善光寺大門
  - 2020年廃止。
- 26・27 新町大原橋線・髙府線
  - 善光寺大門 - 長野駅
  - 2025年4月1日廃止。
- 40 県庁循環線
  - 長野駅 → 県庁正面玄関 → ホテル国際21 → 長野バスターミナル → 長野駅
  - 2008年廃止。
- 47 東通り線
  - 長野駅 - 市役所前 - 文大長野高校前（当時）- 綱島 - ホワイトリング
  - 2012年廃止。
- 70急 ループ橋戸隠線
  - 戸隠キャンプ場 - 戸隠中社（夏期）
  - 2025年4月1日廃止。
- 71 バードライン戸隠線
  - 長野バスターミナル - 長野駅 - 善光寺大門 - 雲上殿 - 飯綱高原 - 戸隠キャンプ場（冬季は戸隠スキー場）
  - 2016年廃止。一部区間は事前予約制乗合タクシーに転換された。
- 79 川後線(現 西裾花台団地線)
  - 西裾花台団地 - 地蔵平 - 川後 - 滝屋
  - 2024年廃止。
- 80 長野市役所線
  - 長野駅東口 - abn前 - 市役所前 - 昭和通り → 県庁正面玄関
  - 長野駅東口 → abn前 → 市役所前 → メルパルク → 長野駅東口
  - 2007年廃止。
- 109 市場線
  - 長野バスターミナル - 西川原 - 瀬脇 - 市場 - 坪根 - 平出 - 中尾
  - 2015年廃止。西川原以西は乗合タクシーに転換された。
- 112通快 長野南バイパス経由善光寺大門行き
  - 大原橋 → 新町 → 中条 → 丹波島橋南 → 長野バスターミナル → 善光寺大門
  - 初引 → 高府 → 丹波島橋南 → 長野バスターミナル → 善光寺大門
  - 2008年廃止。
- 119 中曽根線
  - 浅川農協前 - 竹ノ下口 - 中曽根
  - 2007年廃止。全区間が乗合タクシーに転換された。
- 129 原市場線
  - 大安寺橋 - 桜井 - 原市場
  - 2016年廃止。全区間が事前予約制乗合タクシーに転換された。
- 132 青池線
  - 大塚南 → 篠ノ井病院前 → 篠ノ井駅 → 青池 → 村山
  - 2010年廃止。篠ノ井病院前以西は事前予約制乗合タクシーに転換された。
- 139 赤柴線
  - 松代八十二銀行前 - 松代駅 - 松代温泉 - 桑根井 - 赤柴上
  - 2016年廃止。アルピコタクシーに移管された[56]。
- W 若里・更北ぐるりん号（長野市から受託）
  - 日赤 → ビッグハット → 丹波島橋南 → 下氷鉋 → 更北中学校西 → 綱島 → 日赤
  - 2014年廃止。全区間が乗合タクシーに転換された。
- M 松代ぐるりん号（長野市から受託）
  - 松代荘 → 信州松代ロイヤルホテル → 松代駅 → 松代藩文武学校 → 象山神社
  - 2014年廃止。全区間が乗合タクシーに転換された。

## 営業所

### 現存する営業所
- 長野営業所
  - 長野県長野市小島田町2131-1
- 長野営業所新町支所
  - 長野県長野市信州新町新町28-8
- 同 戸隠支所
  - 長野県長野市戸隠3402
- 同 鬼無里支所
  - 長野県長野市鬼無里392
- 若槻営業所
  - 長野県長野市若槻東条
- 松代営業所
  - 長野県長野市松代町西条4061-1
- 白馬営業所
  - 長野県北安曇郡白馬村北城2294

### 廃止された営業所
川中島自動車発行の1982年（昭和57年）4月現在時刻表によれば、現存している営業所・車庫以外に下記の営業所・車庫が存在した。
- 長野営業所 笹平車庫
- 長野南営業所
- 新町営業所 樺内車庫
- 高府営業所
- 高府営業所 中条車庫
- 更埴営業所
- 上田営業所
- 上山田営業所
- 妙高営業所 - 2012年廃止
- 大町営業所

## 車両
日野・三菱ふそう・いすゞ・UDトラックスの4メーカーが使用されている。
アルピコグループ入りして以降、路線バスは都市部の事業者からの移籍車の導入によって車両の体質改善を図ってきた。当初は都営バス・京阪バス・京王バス・西東京バスからの移籍車から始まり、中には親会社の松本電鉄バスからの移籍車もあったが、その後川崎市バス・川崎鶴見臨港バス・横浜市営バス・遠鉄バス・国際興業バス・山陽電気鉄道・京成バス（京成グループ）・東武バス・西武バス・京急バス・立川バス・東急バス・神奈川中央交通・名鉄バス・南海バス・阪急バスなどの移籍車も入るようになり、その後京王バス・西東京バスから日産ディーゼル（現UDトラックス）製の車両も移籍してきたことで国内4メーカーが揃った。その後は経年の移籍車を置き換えるため、自社発注の車両も数を増やしつつある。2023年度には19年振りとなる都営バスからの移籍車が導入された。
白馬営業所管内は運行路線のほとんどが山岳路線で立席乗車が危険なため、所属車のうち大型路線バスは交通バリアフリー法施行下の状況にあって例外的に座席に補助椅子を備えたツーステップ車として導入されている。

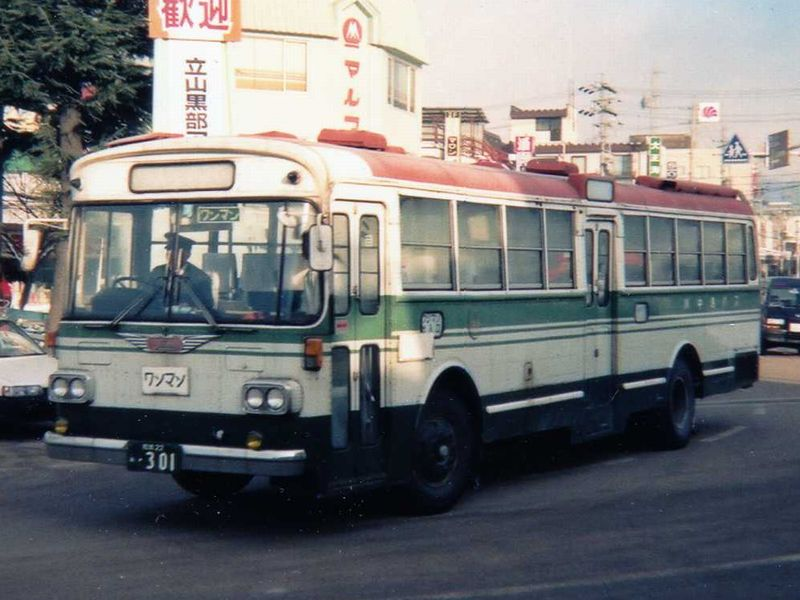
川中島自動車の頃からの旧色 40301（廃車済）
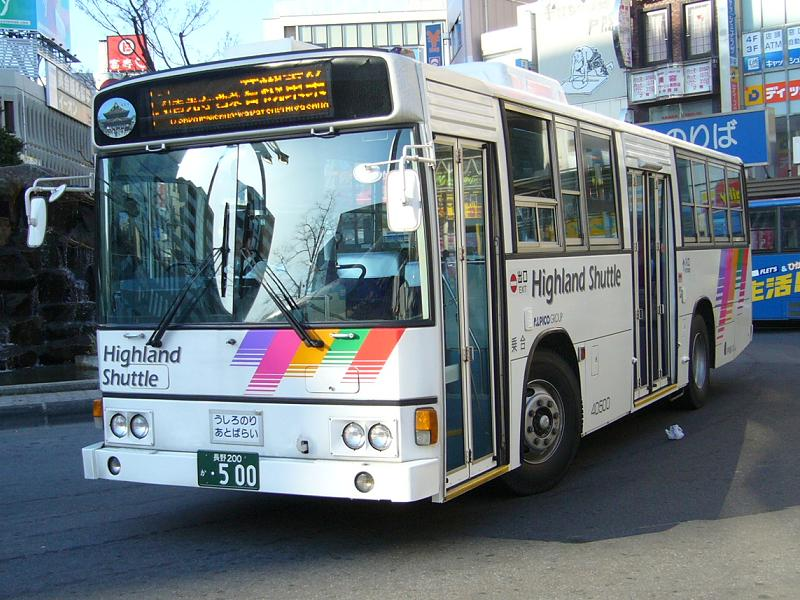
現行塗色 40500（都営バスからの移籍。廃車済）
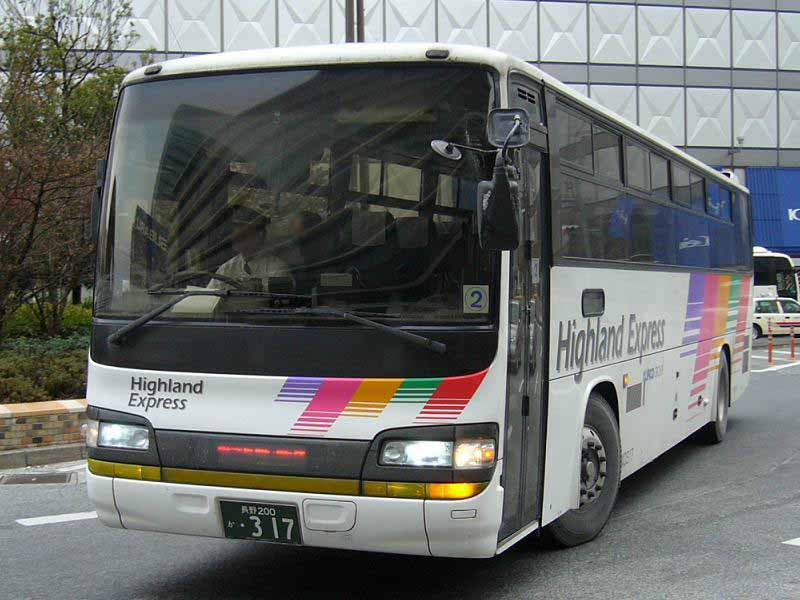
高速用ハイデッカー 40317
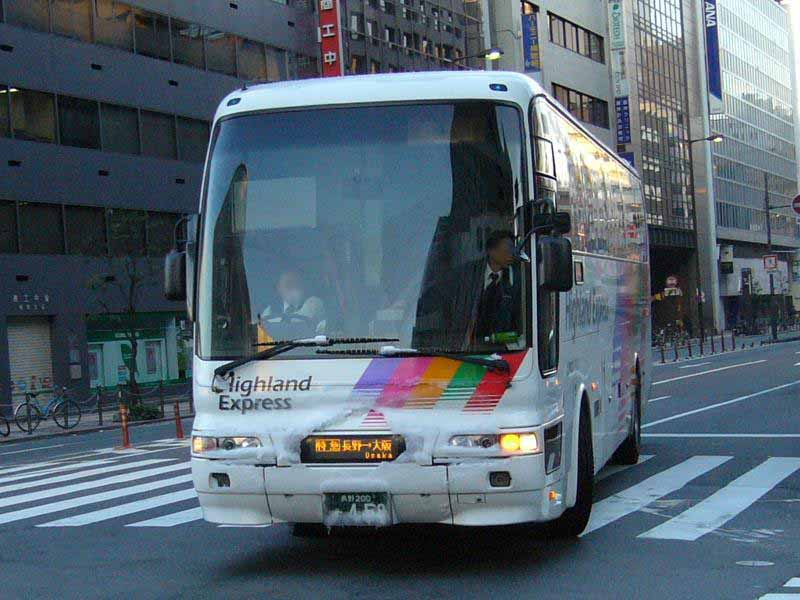
夜行高速用スーパーハイデッカー 40459
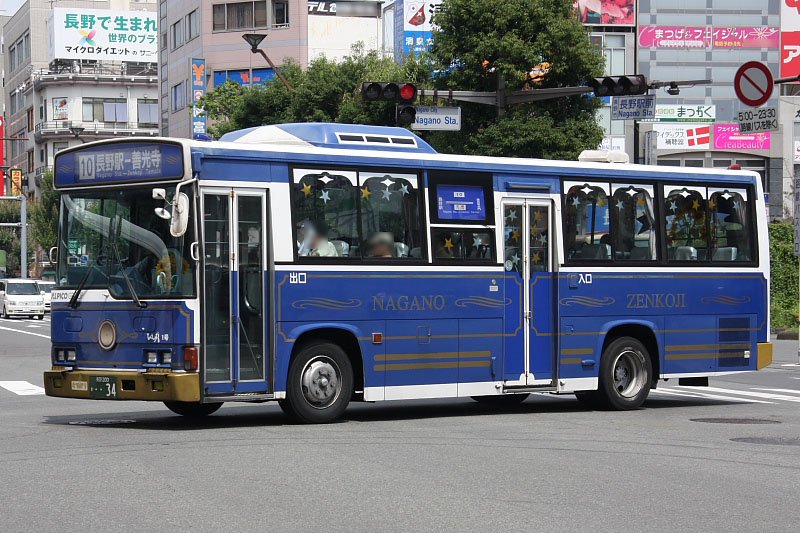
善光寺線「びんずる号」専用車 40034
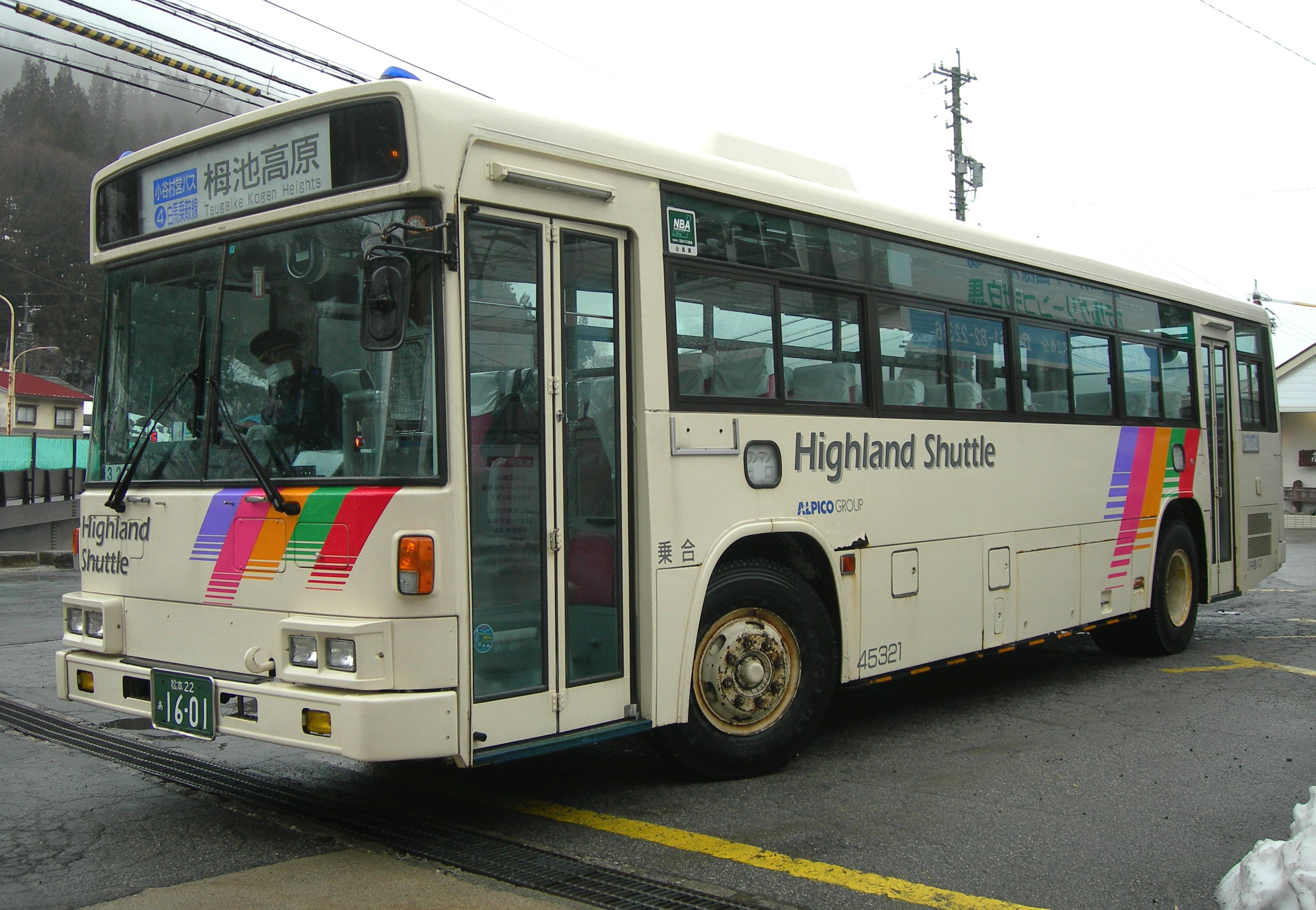
白馬・大町営業所の移管と同時に松本電鉄から移籍した車両 45321（廃車済）
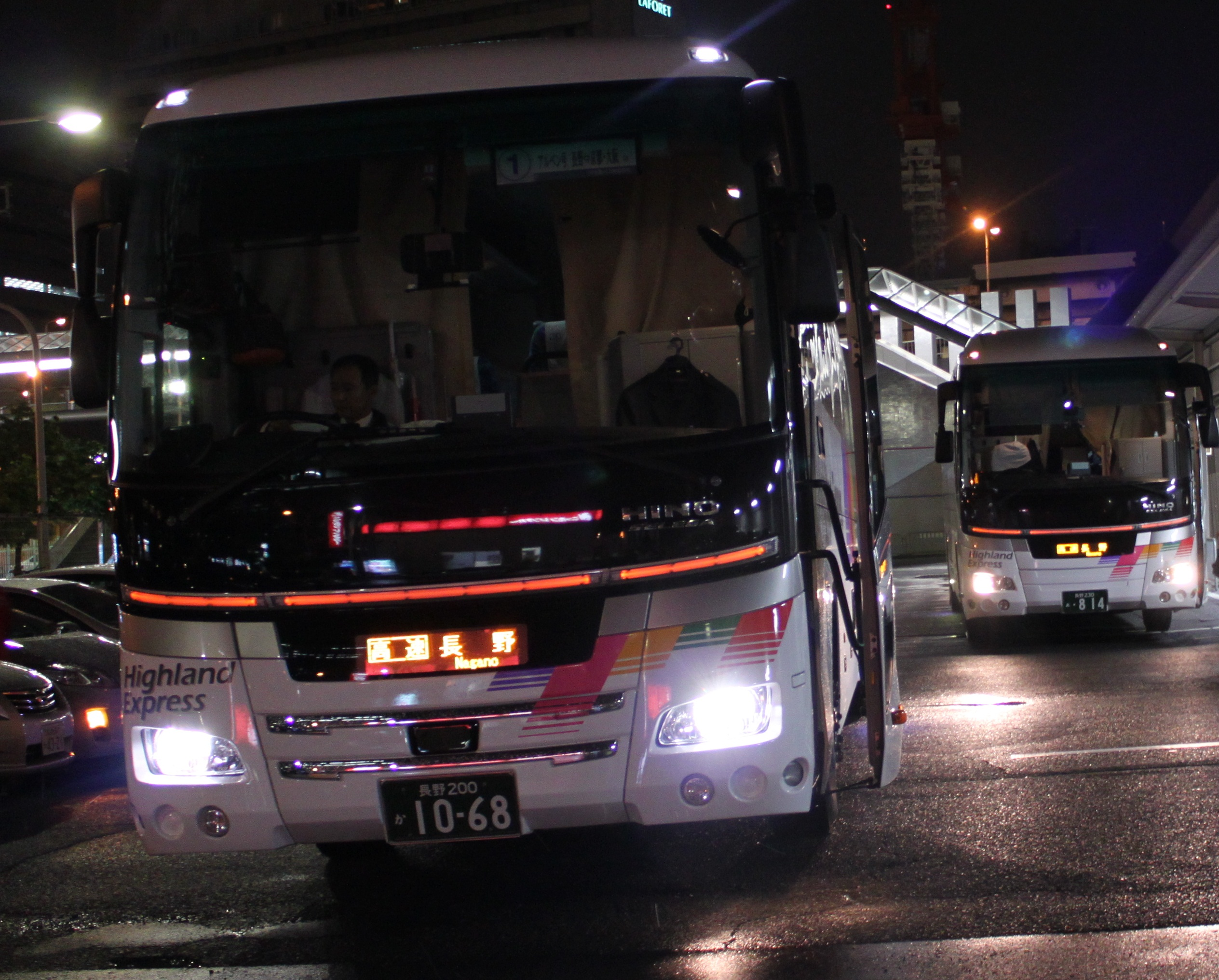
夜行高速用ハイデッカー 40814 41068
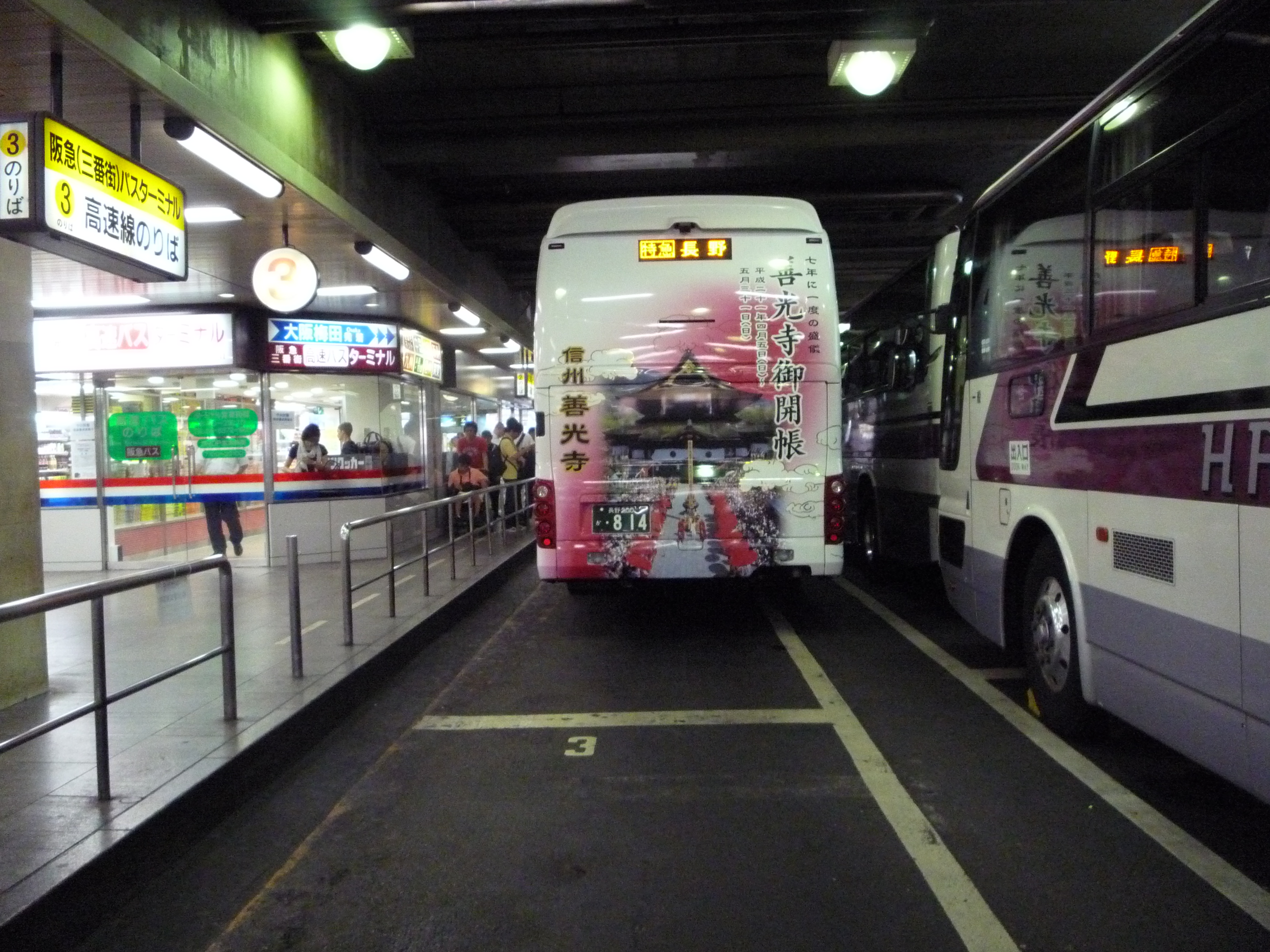
善光寺御開帳ラッピングバス（2008年）

## 社番
| 4            | 1117     |
| ------------ | -------- |
| グループ番号 | 登録番号 |

### グループ番号
- 1…アルピコ交通本社(旧：松本電鉄バス)
- 2…アルピコハイランドバス
- 3…アルピコ交通諏訪支社（旧：諏訪バス）
- 4…アルピコ交通長野支社（旧：川中島バス）

### 登録番号
- ナンバープレートの4桁をそのまま使用する。なお、3桁の場合は千の位、2桁の場合は加えて百の位が0になる（例：40900号車）。
- 2009年に松本電鉄バス大町営業所・白馬営業所の移管に伴い転籍してきた車両は松本電鉄時代の社番に35000を加算した（例：10321号車→45321号車（ギャラリー写真掲載））。なお、これらの車両は2016年までに廃車となっている。

## 車両称号（2012年より、アルピコ交通共同仕様）
| 13   | 0    | 16       |
| ---- | ---- | -------- |
| 年式 | 車種 | 通し番号 |

### 年式
- 1999年製の場合であれば下2桁の99が、2015年製の場合であれば下2桁の15が入る。

### 車種
- - 0…高速車種　トイレ有り
  - 1…高速/特急車種　トイレなし
  - 2…ハイブリッド路線／特急対応
  - 3…大型車(主に新規)
  - 4…大型車(主に都市部からの移籍)
  - 5…中型車(新規・移籍)
  - 6…コミュニティーバス・小型車
  - 7…貸切車種
  - 8：貸切車種

### 号車番号
- その際登録される通し番号になる。